# Mujeres Encinta
Mujeres Encinta fue un proyecto musical / banda conceptual conocida por grabar únicamente en casete. Cantaban en inglés, español y francés y escribían la mayoría de sus canciones en colaboración. El amplio rango de estilos e historia musical de sus miembros fue en gran parte responsable de su originalidad y riqueza como proyecto, así como uno de las razones principales para su separación en 2002. Según la revista Vice, "Mujeres Encinta fue un grupo de música a ratos experimental, a ratos pop, algunas veces electrónica. Un grupo con demasiados integrantes para ser llamado banda y demasiado pocos para llamarlo orquesta." Aunque produjeron algunos de sus casetes con labels conocidas como [PIAS], su distribución fue limitada y al día de hoy permanecen como un grupo para entendidos.

## Integrantes
Mujeres Encinta fue también conocido por la cantidad e inestabilidad de su alineación musical. Los integrantes cambiaban según la ciudad en la que la banda tocaba o grababa y la disponibilidad de sus miembros; La mayoría de ellos era ya parte de otras bandas.
Los siguientes músicos fueron, en algún momento entre 1999 y 2002, miembros de Mujeres Encinta: M. C. Schmidt de Matmos, Ros Murray bajista de Electrelane, Genís Segarra de Astrud y Hidrogenesse, la artista conceptual Daniela Franco, Camilo Lara de Instituto Mexicano del Sonido y Mexrrissey Eduardo Leal de la Gala bajista de Wreckless Eric y Les Tétines Noires,  Beto Cabrera,  exbatería de la banda mexicana Zoé, Daniel Levin Becker, miembro del Oulipo y editor de la revista The Believer, Teresa y Luis del grupo Espanto y el chelista francés Vincent Ségal. Así como varios miembros de bandas de la escena de indie-pop española como Feria y Las pulpas.

## Discografía
Mujeres Encinta grabó un gran número de casetes y sencillos, algunos auto-editados, otros a través de diferentes labels. Fueron una banda prolífica y, dado el hecho que todas sus grabaciones fueron hechas analógicamente y en edición limitada, suelen ser difíciles de encontrar.

### Álbumes
- 2000:  It Was Delicious Losing You
- 2001: Carisma de Alquiler.[8][9]
- 2002:  We have won! Haven't we?

### EP/Singles
- 1999: Surfeit's Up (The Beak Bracket Series)
- 1999: Wild Hongi (The Beak Bracket Series)
- 2001: Petal Soundbarriers (The Beak Bracket Series)
- 2001: Noa Noa

## Controversia
Debido a la dificultad para encontrar la música de Mujeres Encinta y la renuencia del grupo a digitalizar o difundir su trabajo, hay gran especulación respecto a la calidad musical del grupo y la ambigüedad constante “revelación o timo” que durante años ha circulado por el underground nacional e internacional. Su música es tema constante de discusión y debate: el poeta Kenneth Goldsmith la ha descrito como trascendental entre Fausto y tropicália. Algunos recurren a la música que algunos de sus exintegrantes hacen hoy para acercarse a una descripción del sonido original de la banda: un dueto de intelligent dance music y folktronica que samplea sonidos de procedimientos quirúrgicos y un violonchelista de conservatorio que recorre el mundo compartiendo escenario con un célebre músico de kora maliense (algo que antes hizo con Sting)..